# تهجير الفلسطينيين 1949-1956
عمليات طرد وتهجير الفلسطينيين في الفترة ما بين عامي 1949 و1956 هي عمليات مستمرة لطرد وتهجير الفلسطينيين العرب عام 1948 من الأراضي التي سيطرت عليها إسرائيل بعد توقيع هدنة 1949،  وفي سياق تأسيس دولة إسرائيل،  وكانت هذه الفترة محوريًا حول تهجير الفلسطينيين بالقوة وتصاعد التوتر على خطوط وقف إطلاق النار، وهو ما أدى في النهاية إلى العدوان الثلاثي في عام 1956.
بين عامي 1949 و1950، وفقًا للمؤرخ بيني موريس، قامت إسرائيل بتهجير وتشريد نحو 30 ألف إلى 40 ألف فلسطيني وبدوي،  كما دمرت وأخلت العديد من القرى على طول خطوط وقف إطلاق النار ومنطقة الحدود اللبنانية، ثم أعادت توطين العديد من القرى لمهاجرين يهود وقوات عسكرية إسرائيلية.

## خلفية
في الفترة التي تلت حرب 1948 العربية الإسرائيلية، أجرت إسرائيل الانتخابات العامة الأولى في 25 يناير 1949، وأصبح حاييم وايزمان أول رئيس لإسرائيل، وأصبح دافيد بن غوريون رئيس حزب "ماباي" رئيسًا للوزراء في إسرائيل، كما كان في الحكومة المؤقتة لإسرائيل. وأكد بن غوريون رفضه بشدة لعودة اللاجئين الفلسطينيين في قرار مجلس الوزراء الإسرائيلي في يونيو 1948، وفي رسالة إلى الأمم المتحدة بتاريخ 2 أغسطس 1949، تضمنت نص بيان صادر عن موشيه شاريت في 1 أغسطس 1948، يوضح الموقف الأساسي للحكومة الإسرائيلية وهو السعي إلى إيجاد حل ليس من خلال عودة اللاجئين إلى إسرائيل، بل من خلال إعادة توطين السكان العرب الفلسطينيين اللاجئين في دول أخرى.
رأت الحكومة الإسرائيلية أن اتفاقيات الهدنة أعطتهم 3 حقوق لا تقبل الجدل وهي:
1. أن وقف إطلاق النار كان ملزمًا على الجيوش العادية والقوى الشبه عسكرية والمدنيين.
2. أن يجب التعامل مع خط وقف الأعمال كحدود دولية، على أن يتم التعرف عليها رسميًا في اتفاقية السلام النهائية.
3. الحق في استيطان اليهود على جميع الأراضي داخل أراضيهم، مع حق تطوير الاقتصاد دون النظر إلى حقوق المالكين السابقين.

وعلى العكس من ذلك رأت الدول العربية أن اتفاقيات الهدنة العامة أكدت على 3 حقوق وهي:
1. أن الاتفاقيات كانت هدنة ولم تنهِ الحالة الحربية.
2. أن خطوط وقف الأعمال كانت مؤقتة وليست حدودًا دولية.
3. أن اتفاقيات وقف إطلاق النار لم تُلغِ حق اللاجئين في العودة.

## استمرار النزوح ونزع الملكية
من نوفمبر 1948 حتى صيف عام 1949 وتوقيع اتفاقيات الهدنة العامة، تم احتلال 87 قرية أخرى؛ وإفراغ 36 قرية من سكانها بالقوة.
من الإحصائيات التي تم جمعها من السجلات الرسمية للجنة الهدنة الأردنية الإسرائيلية المشتركة خلال الفترة من يونيو 1949 حتى ديسمبر 1952، تبين أن الأردن اشتكى من 37 حالة طرد للعرب من إسرائيل، وبالنسبة للفترة من 1 يناير 1953 حتى 15 أكتوبر 1953، اشتكى الأردن من 7 حالات طرد للعرب من إسرائيل تضم 41 شخصًا.

### الجليل
خلال عملية حيرام في الجليل الأعلى، تلقى القادة العسكريون الإسرائيليون أوامر "بالقيام بكل ما في وسعكم لتطهير الأراضي المحتلة من جميع العناصر العدائية على الفور وبسرعة وفقًا للأوامر المصدرة، ومساعدة السكان على مغادرة المناطق التي تم احتلالها". (31 أكتوبر 1948، موشيه كارمل) وذكر وسيط الأمم المتحدة بالإنابة رالف بنش بأن مراقبي الأمم المتحدة سجلوا عمليات نهب واسعة للقرى في الجليل من قبل القوات الإسرائيلية، التي قامت بسرقة الماعز والأغنام والبغال، وبحسب تقرير المراقبين التابعين للأمم المتحدة أن هذه النهب كان منهجياً حيث استخدمت قوات الجيش الإسرائيلي شاحنات عسكرية لنقل الحيوانات المسروقة، وأدى هذا الوضع إلى تدفق جديد للاجئين إلى لبنان. وأفاد النائب الخاص للأمين العام للأمم المتحدة رالف بنش بأن القوات الإسرائيلية احتلت منطقة الجليل التي كانت تحت سيطرة قوات القاوقجي، وقد تجاوزت الحدود اللبنانية، و"أن قوات الاحتلال الإسرائيلية تسيطر الآن على مواقع داخل الزاوية الجنوبية الشرقية من لبنان، تشمل نحو خمسة عشر قرية لبنانية والتي تحتلها تشكيلات عسكرية إسرائيلية صغيرة".
احتلت قوات الجيش الإسرائيلي قرى المنصورة، وتربيخا، وإقرت، وكفر برعم في الجليل في أواخر أكتوبر وأوائل نوفمبر 1948 بعد عملية حيرام، وتقع هذه القرى في منطقة عمقها 5 كم موازية للحدود اللبنانية الإسرائيلية، أرادت القوات الإسرائيلية إخلاء سكانها العرب الفلسطينيين،  وتوطين اليهود في هذه القرى.
في 13 نوفمبر 1948 طُلِبَ من سكان قرية كفر برعم إخلاءها مؤقتًا من قِبَل الجيش الإسرائيلي، تحسبًا لهجوم عربي مضاد، وشرح إيمانويل فريدمان ضابط المخابرات في اللواء السابع أوامر الإخلاء للقرويين، والتي صدرت عن بخور شالوم شيطريت. وبادر سكان كفر برعم اللجوء إلى كهف قريب في البداية، وطلب منهم شيطريت الانتقال إلى بلدة الجش، حتى إنتهاء العمليات العسكرية، وقد تمكن نحو 700 من سكان كفر برعم من الحصول على مأوى داخل إسرائيل، بينما تم تشجيع باقي السكان البالغ عددهم 250 على العبور إلى لبنان.
روى المطران إلياس شقور، الذي كان يقطن في قرية إقرت، في سيرته الذاتية عن كيفية قيام الجيش الإسرائيلي في ربيع عام 1949 بجمع جميع الرجال والأولاد الأكبر سناً في القرية (بما في ذلك والده وثلاثة من أخوته الأكبر سناً)، ونقلهم عن طريق الشاحنات إلى الحدود مع الأردن، هناك تم إخراجهم وأمروا بالذهاب إلى الأردن، وأن الجنود أطلقوا النار لترهيبهم وطردهم من أرضهم بصورة نهائية، ومع ذلك تمكن والد شقور وأخوته من العودة بعد ثلاثة أشهر.
انتهت العملية لتحقيق منطقة خالية من الفلسطينيين على الحدود بين إسرائيل ولبنان في 15-16 نوفمبر، وتركت فسوطة (مسيحيون)، والجش (موارنة)، والريحانية (شركس)، ومعليا (مسيحيون) والجردية (مسلمون) داخل المنطقة بعرض 5-7 كيلومترات.
رُفعت أول دعوى قانونية ضد دولة إسرائيل في عام 1951 من قبل 5 رجال من سكان قرية إقرت، وكان محاميهم هو محمد نمر الهواري، وفي 31 يوليو 1951، اعترفت محاكم إسرائيل بحقوق القرويين في أرضهم وحقهم في العودة إليها، وقالت المحكمة إن الأرض لم تترك ولذلك لا يمكن وضعها تحت وصاية ممتلكات العدو.
في عام 1953 التمس أهالي قرية كفر برعم من المحكمة العليا في إسرائيل السماح لهم بالعودة إلى قريتهم. وفي أوائل سبتمبر 1953، قررت المحكمة المحكمة العليا بأن على السطات الرد على أسباب عدم السماح للسكان بالعودة إلى ديارهم، وفي الشهر ذاته قصف الجيش الإسرائيلي والقوات الجوية القرية في عملية مشترك حتى دُمرت بالكامل، واحتلت القوات الإسرائيلية احتلال الدولة لـ 1170 هكتارًا من أراضي القرية.
في 16 يناير 1949، أحبط تدخل الأمم المتحدة ورجال الدين المسيحيين محاولة نقل السكان الفلسطينيين المتبقين في ترشيحا إلى البلدات المجاورة مثل معليا ومجد الكروم، وتصاعد الضغط الذي يمارسه الكيبوتس والجيش في منطقة الجليل لإخراج السكان الفلسطينيين من المنطقة، وفي 5-6 يونيو أُجبر سكان الخصاص والقيطية للصعود إلى الشاحنات ونُقلوا إلى مكان قرب عكبرة جنوب صفد.

### وادي عارة
في مارس 1949، عندما انسحبت القوات العراقية من فلسطين وسلمت مواقعها للفيلق الأردني، تحركت ثلاثة فصائل إسرائيلية إلى مواقع تهديد في عملية شين-تاف-شين كجزء من الدبلوماسية القسرية، وسمحت العملية لإسرائيل بإعادة التفاوض على خط وقف إطلاق النار في منطقة وادي عارة في الضفة الغربية الشمالية في اتفاق سري تم التوصل إليه في 23 مارس 1949 وتم تضمينه في الاتفاق العام لوقف إطلاق النار. ثم أُعيد رسم الخط الأخضر بحبر أزرق على الخريطة الجنوبية لإعطاء انطباع بأن هناك تحركاً في الخط الأخضر، ومع ذلك فإن هذا الاستبدال يتضمن تغييرًا كبيرًا في الخطوط، وهو تغيير لا يمكن تحمله بدون تسبب آلام جسيمة للسكان والمناطق المتأثرة، وكان من المحتمل أن يتم قطع الآلاف من الأشخاص في نهاية هذه العملية عن مزارعهم ومصادر المياه والمراعي الضعيفة التي كانوا يرعون بها مواشيهم. وتُشير تقديرات إلى أنه تم التنازل عن نحو 15 قرية لصالح إسرائيل وأصبح 15 عشر ألف فلسطيني عربي لاجئين.
أثناء مؤتمر لوزان للسلام، تحدث القنصل الأمريكي وليام بورديت عن اجتماع لجنة التهدئة الأردنية الإسرائيلية الذي ناقش حالة تهجير ألف (تقديرات الأمم المتحدة 1500) من سكان باقة الغربية الفلسطينية وإجبارهم على العبور فوق خط الهدنة. وقررت لجنة التهدئة المختلطة بأغلبية الأصوات أن إسرائيل قد خالفت الاتفاقية العامة للهدنة بإجبار المدنيين على العبور فوق خط التفاوض إلى أراضي المملكة الأردنية الهاشمية.
في يناير وفبراير 1949 طُرد نحو 700 شخص من قرية كفرياسيف إلى الأردن.

### المجدل
في 17 أغسطس 1950، صدر أمر بطرد السكان الفلسطينيين المتبقين في مدينة المجدل (حيث كانوا محتجزين في منطقة محصورة منذ عام 1948)، ونُقلت المجموعة الأولى في شاحنات إلى قطاع غزة. ثم غير الإسرائيليون اسم المجدل إلى عسقلان في عملية مستمرة لتهجير العرب عن الأراضي، كما وصفها ميرون بنفينستي. وقد قبلت مصر اللاجئين الفلسطينيين المُرحلين من مدينة المجدل لأسباب إنسانية، لأنهم كانوا سيتعرضون لـ "التعذيب والموت"، ولا يعني ذلك قدومهم طواعية، بل إن شهادات المُرحلين وتقارير لجنة الهدنة المختلطة أظهرت بوضوح أنهم طُردوا بالقوة.
ويذكر إيلان بابي أن الجيش الإسرائيلي أخرج سكان قرية إم الفرج بالقوة ودمرها في عام 1953.

### وادي فوكين
أدت عملية تهجير سكان وادي فوكين إلى تغيير في الخط الأخضر حيث تم تبادل الأراضي الخصبة في منطقة بيت لحم للسيطرة الإسرائيلية، وتم إعطاء قرية وادي فوكين للسيطرة الأردنية. في 15 يوليو، طرد الجيش الإسرائيلي سكان وادي فوكين بعد نقل القرية إلى المنطقة التي تحتلها إسرائيل وفقًا لاتفاقية الهدنة التي تمت بين إسرائيل والمملكة الأردنية. وقد قررت لجنة الهدنة المختلطة في 31 أغسطس بالأغلبية أن إسرائيل خرقت اتفاقية الهدنة بطرد أهالي وادي فوكين عبر خط التماس وقررت السماح للأهالي بالعودة إلى منازلهم. وعندما عاد الأهالي إلى وادي فوكين تحت إشراف مراقبي الأمم المتحدة في 6 سبتمبر وجدوا منازلهم مدمرة وأجبروا مرة أخرى من قبل الجيش الإسرائيلي على العودة إلى المنطقة التي تحت السيطرة الأردنية. وضغط رئيس لجنة الهدنة المختلطة في الأمم المتحدة العقيد جاريسون بي. كوفيرديل على إيجاد حل لهذه المسألة في لجنة الهدنة المختلطة، وبعد بعض التردد تم قبول تعديل في الخط الأخضر وتم التوصل إلى اتفاق يقضي بتغيير خط الهدنة ليعيد وادي فوكين إلى السلطة الأردنية التي بدورها وافقت على نقل بعض الأراضي الخصبة غير المأهولة جنوب بيت لحم إلى السلطة الإسرائيلية.

### المنطقة الشمالية
هاجمت القوات الإسرائيلية قرية جلبون في 5 ديسمبر 1949، ثم هجروا سكانها متسببين بوفيات بين القرويين، واحتجت الحكومة الأردنية بشدة على هذا العمل الإسرائيلي غير المبرر وطالبت الأمين العام للأمم المتحدة بإبلاغ مجلس الأمن باتخاذ تدابير سريعة وصارمة لإعادة الفلسطينيين المطرودين إلى قريتهم وتسليم ممتلكاتهم المنهوبة وتعويض القرويين عن جميع الخسائر والأضرار.
في منطقة بحيرة الحولة، بدأت إسرائيل مشروعًا لتجفيف أراضي المستنقعات في عام 1951 وزراعة مساحة 15,000 فدان (61 كيلومتر مربع)، وهجرت القوات الإسرائيلية نحو 800 فلسطيني من سكان المنطقة.
في عام 1954، أخلت إسرائيل قرى الفلسطينيين في كراد البقارة وكراد الغنامة في القطاع الوسطى من المنطقة منزوعة السلاح بين إسرائيل وسوريا، وقدم رئيس أركان هيئة الأمم المتحدة لمراقبة الهدنة تقريراً في يناير 1955 إلى الأمم المتحدة حيث تم الاتفاق على ما يلي:
- "(أ) السماح للمدنيين العرب الذين هجرتهم إسرائيل من المنطقة منزوعة السلاح بالعودة فوراً إلى منازلهم، وأن تشرف اللجنة المشتركة للهدنة على عودتهم وإعادة تأهيلهم بالطريقة التي تحددها اللجنة. "(ب) إقرار بأنه لا ينبغي اتخاذ أي إجراء يتضمن نقل الأشخاص عبر الحدود الدولية أو خطوط الهدنة أو داخل المنطقة منزوعة دون قرار مسبق من رئيس اللجنة المشتركة للهدنة..."

في 30 أكتوبر 1956 هاجمت إسرائيل مصر عبر شبه جزيرة سيناء بالتنسيق مع هجوم أنغلو فرنسي على السويس، وهجرت قوات الإحتلال الإسرائيلي الفلسطينيين الذين يعيشون في المناطق المنزوعة السلاح إلى سوريا، وبقيت قرى كراد البقارة وكراد الغنامة في حالة خراب فارغة.

### بئر السبع
وفقًا لوزير الخارجية الأردني في ذلك الوقت، هجرت قوات الإحتلال الإسرائيلي في 7 نوفمبر 1949 نحو ألفي رجل وامرأة وطفل من منطقة بئر السبع إلى القطاع المسيطر عليه من الأردن، وتعرضوا اثناء ذلك لإساءة شديدة ودُمرت منازلهم ونُهبت مواشيهم وأغراضهم.

### النقب
في 20 أغسطس 1950، هجرت قوات الإحتلال الإسرائيلي جميع سكان المنطقة المنزوعة السلاح في عوجة الحفير إلى الأراضي المصرية، ووجد مراقبو الأمم المتحدة أن ثلاثة عشر منهم توفوا أثناء تهجيرهم، وعُثر على جثث عدة أشخاص سحقتهم المركبات المدرعة. وبحلول 3 سبتمبر وصل عدد المُهجرين إلى 4,071 شخص، كان معظمهم يعيشون في منطقة بئر السبع في فلسطين خلال فترة الانتداب البريطاني، وهُجروا من منازلهم للمرة الأولى عندما احتلت القوات الإسرائيلية بئر السبع، وهجروا إلى منطقة عوجة الحفير وعاشوا فيها لأكثر من عامين، وقد قدموا طلبات للعودة إلى العوجة تحت حماية الأمم المتحدة.

#### إعادة أفراد قبيلة الصانع
منذ توقيع اتفاقيات الهدنة العامة في عام 1949، اشتكت الأردن ومصر في العديد من المناسبات من أن إسرائيل كانت تقلل من السكان العرب في النقب بترحيل البدو والقرويين العرب عبر خطوط وقف إطلاق النار إلى سيناء المصرية والضفة الغربية، وأدانت هيئة الأمم المتحدة لمراقبة الهدنة إسرائيل في بعض الحالات، لكنها لم تتخذ أي خطوات للسماح بعودتهم.
في 17 سبتمبر 1952 أبلغ المندوب العسكري الأردني الأعلى في اللجنة المشتركة للهدنة المفوضية بأن الإسرائيليين طردوا عشر عائلات من قبيلة الصانع وأنهم يقعون الآن داخل الحدود الأردنية جنوب الخليل، وفي 22 سبتمبر ذهب القائد هاتشيسون من البحرية الأمريكية وهو عضو في لجنة الهدنة المختلطة الأردنية الإسرائيلية إلى المنطقة وأحصى أكثر من 100 عائلة، ونحو ألف شخص من قبيلة الصانع، وأبلغه الشيخ الحاج إبراهيم بأنهم أجبروا على مغادرة أراضيهم المزروعة جنوب شرق بئر السبع والنزوح إلى اللقية شمال شرق بئر السبع.
في المنطقة الجديدة في اللقية على مدى السنوات الثلاث التالية زرع أفراد القبيلة الأرض بشكل كبير لدرجة أن إسرائيل طالبتهم ببيع الفائض لديهم للحكومة الإسرائيلية بسعر ثابت، وأبلغ الحاكم العسكري لبئر السبع الشيخ الحاج إبراهيم بأن إسرائيل ستؤسس مستوطنة في اللقية وأن على قبيلته الإنتقال إلى تل عراد، ثم فضلت القبيلة عبور خط وقف إطلاق النار بين الأردن وإسرائيل بدلاً من انتقالها تل عراد، وبعد مفاوضات استمرت لعدة أيام تم الترتيب لعودتهم، وقد أراد الإسرائيليين نقلهم إلى داخل الأردن لكن الأردنيون رفضوا ذلك واتفقوا في النهاية على أن يُنقلوا إلى طريق الخليل - بئر السبع.

## الهجرة المشجعة
ساهم صندوق الأراضي الوطني اليهودي بقيادة يوسف فايتس بتشجيع هجرة الفلسطينيين العرب،  واشترى الصندوق نحو 2,500 دونم (625 فدانًا) في قرية عرعرة، ومن ثم نُقل الفلسطينيين برفقة أمتعتهم إلى خط الهدنة، ومن هناك إلى طولكرم.

### النزوح الداخلي
في عام 1953، هُجر سكان قرية رمل زيتا التي نُقلت من محاذاة مدينة الخضيرة في أبريل 1949،  مرة أخرى عندما استولى المستوطنون على أراضيهم.

## أنظر أيضا
- تهجير الفلسطينيين 1948
- تهجير الفلسطينيين 1967
- نزوح الفلسطينيين من الكويت (حرب الخليج)
- اللاجئون الفلسطينيون
- مواطني إسرائيل العرب
- مجزرة قبية
- هجرة اليهود من الدول العربية والإسلامية
- لجنة الترحيل
- الغائب الحاضر

## روابط خارجية
- UN Doc S / 3128 قرار مجلس الأمن رقم 100 بتاريخ 27 أكتوبر 1953 تعليق أعمال الصرف الصحي / المياه
- وثيقة الأمم المتحدة A / A25 / IS.86 رسالة بتاريخ 30 نوفمبر 1954 الإفراج عن حسابات الغائبين أو اللاجئين المودعة في البنوك في إسرائيل.